# NGC 6563
NGC 6563 ist ein planetarischer Nebel im Sternbild Schütze. 
Der Nebel wurde von dem Astronomen James Dunlop 1826 mit einem Teleskop mit einer 9-Zoll-Öffnung entdeckt.